# إبراهيم العوفي
برهان الدين إبراهيم بن أبي بكر بن إسماعيل بن محمد الذنابي العوفي الصالحي (1030هـ -1620م/ 1094 هـ 1683م) عالم دين وفقية حنبلي ومؤرخ مصري.
ولد في مدينة القاهرة سنة (1030 هـ - 1620م ) وأخذ عن الشيخ منصور بن يونس البهوتي (ت 1050 هـ) الفقة الحنبلي.

## سيرته
ولد إبراهيم العوفي الصالحي في القاهرة سنة 1030 هـ وخالف ابن حميد بقية المترجمين وذكر أن ولادته 1038 هـ.
نشأ بمصر في القاهرة، وأخذ عن شيخها منصور البهوتي، وأخذ عن جمع من شيوخ القاهرة وعلى رأسهم شيوخ الأزهر.
فأخذ الفقه وغيره من العلوم الشرعية عن شيخ المذهب منصور البهوتي، وأخذ الحديث عن جمع من شيوخ الأزهر، وأجاز له غالب شيوخه، وكان الأزهر والقاهرة عموما في ذاك الزمان ملاذ العلماء وطلاب العلم، ومنارة العلم وقبلته، ففي القرن العاشر وما بعده كثرت الحركة العلمية في الأزهر، فكان يفد إليه العالم قبل التلميذ، حتى أصبح كخلية النحل من كثرة التدريس والمدارسة فيه.
ولم يذكر أحد ممن ترجم له أنه رحل خارج مصر لطلب العلم، ومع ذلك فإنه كان حريصا على المذاكرة والتحضير والسؤال، قال عنه المحبي: وكان لطيف المذاكرة حسن المحاضرة، قوي الفكرة، واسع العقل.
توفي إبراهيم في مدينة القاهرة، بعد عمر حافل بالعلم والعطاء وخدمة الإسلام والمسلمين، وذلك يوم الاثنين 14 ربيع الآخر سنة 1094 هـ. صُلِّي عليه ضحى يوم الثلاثاء، ودُفن في تربة الطويل بجوار والده.

## مؤلفاتة
- مسلك الراغب لشرح دليل الطالب: تحقيق تركي محمد حامد النصر · 1434هـ – 2013م.
- بغية المتتبع لحل الفاظ روض المربع: تحقيق دهام بن كريم بن شبيب أبو خشبة، دار النوادر.[4]
- يوميات إبراهيم بن أبي بكر الصوالحي العوفي: تحقيق وضبط وتقديم عبد الرحيم عبد الرحمن عبد الرحيم، الكتاب الجامعي،, 1997.[5]
- تراجم الصواعق في واقعة الصناجق: تحقيق وضبط وتقديم عبد الرحيم عبد الرحمن عبد الرحيم، المعهد العلمى الفرنسى للآثار الشرقية, 1986.[6]

- حدائق العيون الباصرة في أخبار أحوال الطاعون والآخرة: تحقيق موفق بن عبد الله بن عبد القادر دار النشر: جامعة أم القرى ، السعودية.[7]
- شرح منتهى الإرادات، ولا يزال مخطوطا في مصر،[8] قال عنه ابن شطي: في مجلدات.[9]
- مجمع الطرقات في بيان قسمة التركات، في الفرائض، ولا يزال مخطوطا، ومنه نسخة في المكتبة الأزهرية 715/2 (رقم 562 بخيت 44622)[10]